# Sản xuất tỏi ở Trung Quốc

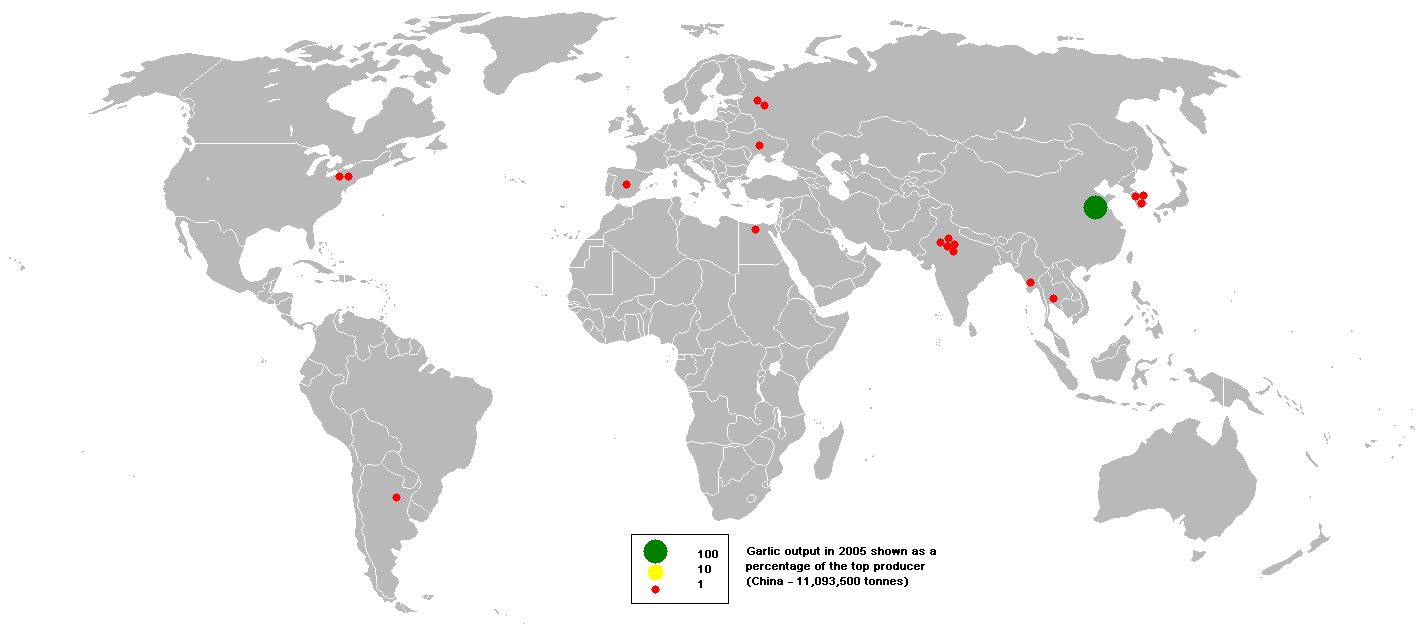
Sản lượng tỏi năm 2005 cho thấy tỉ lệ giữa các nước sản xuất tỏi lớn nhất so với Trung Quốc

Việc Sản xuất tỏi ở Trung Quốc có ý nghĩa và tầm ảnh hưởng lớn lao đối với nền sản xuất tỏi thế giới, trong đó Trung Quốc cung cấp 80% tỏi ra thị trường quốc tế và đồng thời là nhà xuất khẩu lớn nhất. Hai nước đứng thứ hai và ba về nông nghiệp tỏi lần lượt là Ấn Độ (5% sản lượng thế giới) và Bangladesh (1% sản lượng thế giới). Tính trong năm 2016, Trung Quốc sản xuất được 21 triệu tấn tỏi hàng năm.

## Lịch sử
Loài tỏi lần đầu tiên được đề cập trong văn tự ở Trung Quốc khoảng năm 2000 TCN với tác phẩm Biên niên nhà Hạ (?). Điều đó chứng tỏ nền sản xuất tỏi xuất hiện ở Trung Quốc cùng thời với Lưỡng Hà. Người Trung Hoa cổ đại đã công nhận tính năng kháng sinh mạnh mẽ của tỏi và sử dụng chúng trong Đông y, ví dụ tỏi được dùng để trị một số bệnh như khó tiêu hay ỉa chảy cùng với nhiều chứng khác.

### Sản xuất tỏi thời mở cửa
Giai đoạn 1992 - 2000 đánh dấu sự kiện Trung Quốc trở thành nhà sản xuất tỏi lớn nhất thế giới, với sản lượng đạt 363.860 tấn (2000) gần gấp 3 lần sản lượng năm 1992 (128.239 tấn).

## Sản xuất
Trong năm 2016, Trung Quốc giữ vị trí là nhà sản xuất tỏi lớn nhất thế giới khi chiếm 80% nguồn cung tỏi toàn cầu. Phần lớn lượng tỏi được sản xuất ở tỉnh ven biển Sơn Đông, nằm ở phía Đông Nam thủ đô Bắc Kinh; trong đó Jinxiang được mệnh danh là "thủ đô tỏi toàn cầu".
| Quốc gia                                                                                           | Sản lượng (tấn) |
| -------------------------------------------------------------------------------------------------- | --------------- |
| Trung Quốc                                                                                         | 21,197,131      |
| Ấn Độ                                                                                              | 1,400,000       |
| Bangladesh                                                                                         | 381,851         |
| Liên minh châu Âu                                                                                  | 302,074         |
| Ai Cập                                                                                             | 280,216         |
| Hàn Quốc                                                                                           | 275,549         |
| Nga                                                                                                | 262,211         |
| Toàn cầu                                                                                           | 26,573,001      |
| May include official, semi-official or estimated data. Nguồn: UN Food and Agriculture Organization |                 |

### Phương pháp canh tác
Trong khi tỏi (tên khoa học: Allium sativum L) được sản xuất chủ yếu để phục vụ nhu cầu ăn uống, nó còn được chú ý về tính năng giữ gìn sức khoẻ trước bệnh tật. Canh tác tỏi ở Trung Hoa đã có từ lâu, được cho là được đem về từ Mông Cổ với tên là toán (chữ Hán: 蒜).
Tỏi dễ dàng sinh trưởng và phát triển ở vùng có nhiệt độ dao động trong khoảng từ 12 đến 24 độ C. Rễ tỏi ăn vào đất nông nên do đó nó được trồng ở những vùng khô hạn, nhất là đất cát. Bệnh thường gặp của tỏi là thối mốc xanh, đặc biệt khi cất giữ trong container đóng kín. Khi lá tỏi rụng hết thì vụ thu hoạch bắt đầu. Tỏi có thể được tích trữ ở nhiệt độ từ 5 đến 10 độ C trong 6 tháng liên tiếp.